# 渡部真代
渡部 真代（わたなべ まよ、1986年4月15日 - ）は、広島県出身の元バスケットボール選手である。デンソーアイリスに所属していた。ポジションはガード。172cm。ニックネームは「レミ」。

## 来歴
五日市小学校でバスケを始め、五日市中学校を経て広島皆実高校では1年より全国大会に出場。
大阪体育大学進学後、1年よりインカレ出場。3年では優勝に貢献し優秀選手賞を受賞。4年では準優勝で敢闘賞を受賞。
2009年、デンソーに入社。
2011年、引退。

## 経歴
- 広島皆実高 - 大阪体育大学 - デンソー（2009年〜2011年）

## 日本代表歴
- 2007ユニバーシアード